# Ласло Биро
Ласло Јожеф Биро (мађ. László József Bíró; 29. септембар 1899 — 24. октобар 1985), рођен као Ласло Јожеф Швајгер (мађ. László József Schweiger), био је мађарско-аргентински проналазач за којег се сматра да је патентирао прву међународно признату хемијску оловку.